# 리커 마르턴스
리커 엘리사벳 페트로넬라 마르턴스(네덜란드어: Lieke Elisabeth Petronella Martens, 1992년 12월 16일 ~ )는 네덜란드의 여자 축구 선수로 현재 프랑스 디비지옹 1 페미닌의 파리 생제르맹 페미닌에서 미드필더로 활동하고 있다.

## 클럽 경력
2009년부터 2011년까지 네덜란드의 여자 축구 리그인 에레디비시 프라우언(Eredivisie Vrouwen) 무대에서 활약했으며 SC 헤이렌베인(SC Heerenveen, 2009년 ~ 2010년), VVV 펜로(VVV-Venlo, 2010년 ~ 2011년) 소속으로 뛰었다.
2011년부터 2012년까지 벨기에의 여자 축구 클럽인 스탕다르 리에주(Standard Liège) 소속으로 뛰면서 벨기에의 여자 축구 리그인 벨기에 우먼스 퍼스트디비전(Women's First Division) 무대를 경험했다. 2011년에는 팀의 베네 슈퍼컵(BeNe Super Cup, 벨기에와 네덜란드의 여자 축구 리그 우승 팀끼리 맞붙었던 슈퍼컵 대회) 우승에 공헌했다.
2012년부터 2014년까지 독일의 여자 축구 클럽인 FCR 2001 뒤스부르크(FCR 2001 Duisburg) 소속으로 뛰면서 독일의 여자 축구 리그인 프라우엔-분데스리가(Frauen-Bundesliga) 무대를 경험했다. 2014년에는 스웨덴의 여자 축구 클럽인 코파르베리/예테보리 FC(Kopparbergs/Göteborg FC)로 이적하면서 스웨덴의 여자 축구 리그인 다말스벤스칸(Damallsvenskan) 무대에 데뷔하게 된다. 2016년에는 FC 로셍오르드(FC Rosengård)로 이적했다.
2017년에는 스페인의 여자 축구 클럽인 바르셀로나로 이적했다.
2022년 6월 16일 파리 생제르맹과 3년 계약을 맺었다.

## 국가대표팀 경력
2011년 8월에 열린 중국과의 친선 경기에서 데뷔했으며 UEFA 여자 유로 2013, 2015년 FIFA 여자 월드컵에 참가했다. 특히 뉴질랜드와의 2015년 FIFA 여자 월드컵 조별 예선 경기에서는 네덜란드의 FIFA 여자 월드컵 역사상 첫 골을 기록했다.
UEFA 여자 유로 2017에서 네덜란드의 사상 첫 UEFA 유럽 여자 축구 선수권 대회 우승에 공헌했으며 UEFA 여자 유로 2017 대회 MVP, 2017년 UEFA 올해의 여자 선수, 2017년 FIFA 올해의 여자 선수로 선정되었다. 2019년 FIFA 여자 월드컵에서는 네덜란드의 준우승에 기여했다.

## 수상

### 클럽
스탕다르 리에주
- 베네 슈퍼컵 1회 우승 (2011)

FC 로셍오르드
- 여자 스벤스카 쿠펜 1회 우승 (2015-16)
- 여자 스벤스카 수페르쿠펜 1회 우승 (2016)

### 국가대표
- UEFA 여자 유로 2017 우승
- 2019년 FIFA 여자 월드컵 준우승

### 개인
- UEFA 여자 유로 2017 최우수 선수 선정
- 2017년 UEFA 올해의 여자 선수 선정
- 2017년 FIFA 올해의 여자 선수 선정